# Les Bréseux
Les Bréseux és un municipi francès situat al departament del Doubs i a la regió de Borgonya - Franc Comtat. L'any 2007 tenia 417 habitants.

## Demografia

### Població
El 2007 la població de fet de Les Bréseux era de 417 persones. Hi havia 164 famílies de les quals 40 eren unipersonals (16 homes que vivien sols i 24 dones que vivien soles), 44 parelles sense fills, 60 parelles amb fills i 20 famílies monoparentals amb fills.
La població ha evolucionat segons el següent gràfic:
Habitants censats

### Habitatges
El 2007 hi havia 176 habitatges, 165 eren l'habitatge principal de la família, 5 eren segones residències i 5 estaven desocupats. 150 eren cases i 26 eren apartaments. Dels 165 habitatges principals, 132 estaven ocupats pels seus propietaris, 29 estaven llogats i ocupats pels llogaters i 5 estaven cedits a títol gratuït; 1 tenia una cambra, 4 en tenien dues, 18 en tenien tres, 27 en tenien quatre i 116 en tenien cinc o més. 149 habitatges disposaven pel capbaix d'una plaça de pàrquing. A 61 habitatges hi havia un automòbil i a 97 n'hi havia dos o més.

### Piràmide de població
La piràmide de població per edats i sexe el 2009 era:
| Homes | Edats   | Dones |
| ----- | ------- | ----- |
| 0     | 95 o +  | 4     |
| 0     | 90 a 94 | 0     |
| 0     | 85 a 89 | 0     |
| 0     | 80 a 84 | 4     |
| 4     | 75 a 79 | 0     |
| 4     | 70 a 74 | 8     |
| 4     | 65 a 69 | 8     |
| 8     | 60 a 64 | 4     |
| 16    | 55 a 59 | 0     |
| 16    | 50 a 54 | 24    |
| 12    | 45 a 49 | 20    |
| 20    | 40 a 44 | 12    |
| 24    | 35 a 39 | 28    |
| 4     | 30 a 34 | 4     |
| 12    | 25 a 29 | 12    |
| 16    | 20 a 24 | 4     |
| 40    | 15 a 19 | 20    |
| 12    | 10 a 14 | 32    |
| 4     | 5 a 9   | 12    |
| 0     | 0 a 4   | 4     |

## Economia
El 2007 la població en edat de treballar era de 291 persones, 238 eren actives i 53 eren inactives. De les 238 persones actives 224 estaven ocupades (123 homes i 101 dones) i 14 estaven aturades (6 homes i 8 dones). De les 53 persones inactives 26 estaven jubilades, 10 estaven estudiant i 17 estaven classificades com a «altres inactius».

### Ingressos
El 2009 a Les Bréseux hi havia 167 unitats fiscals que integraven 434 persones, la mediana anual d'ingressos fiscals per persona era de 21.312 €.

### Activitats econòmiques
Dels 5 establiments que hi havia el 2007, 2 eren d'empreses de construcció, 1 d'una empresa financera, 1 d'una empresa de serveis i 1 d'una entitat de l'administració pública.
Dels 2 establiments de servei als particulars que hi havia el 2009, 1 era un guixaire pintor i 1’altre, d'una lampisteria.
L'any 2000 a Les Bréseux hi havia 11 explotacions agrícoles que ocupaven un total de 385 hectàrees.

## Equipaments sanitaris i escolars
El 2009 hi havia una escola elemental.

## Poblacions més properes
El següent diagrama mostra les poblacions més properes.